# L'Amour de l'or (bande originale)
Fool's Gold - Original Motion Picture Soundtrack, du compositeur américain George Fenton, est la bande originale distribué par Varèse Sarabande, du film d'aventure américain, L'Amour de l'or, réalisé par Andy Tennant en 2008. Sur cet album, outre les titres du compositeur, on y retrouve quatre chansons entendus durant le film.

## Liste des titres
| 1.      | Fool’s Gold Legend and Main Title          | George Fenton  | 4:25 |
| 2.      | “Where’s the boat?”                        | George Fenton  | 1:34 |
| 3.      | Debt collector (Bigg Bunny)                | George Fenton  | 2:06 |
| 4.      | Man overboard                              | George Fenton  | 3:01 |
| 5.      | Late for the hearing                       | George Fenton  | 2:07 |
| 6.      | “Where’s the plate?”                       | George Fenton  | 1:31 |
| 7.      | The Nigel Factor                           | George Fenton  | 1:53 |
| 8.      | Saving Gemma’s hat                         | George Fenton  | 2:06 |
| 9.      | Aurelia and the Queens Dowry               | George Fenton  | 5:31 |
| 10.     | The Stand Off (Fool’s Gold Theme)          | George Fenton  | 1:56 |
| 11.     | Sabotaging the Grid                        | George Fenton  | 3:46 |
| 12.     | Tess’s Theme                               | George Fenton  | 1:24 |
| 13.     | The Day Dive                               | George Fenton  | 2:45 |
| 14.     | Discovering the Canon                      | George Fenton  | 2:21 |
| 15.     | The Aurelia Stone                          | George Fenton  | 4:47 |
| 16.     | Trouble in the Churchyard                  | George Fenton  | 2:09 |
| 17.     | A Deathtrap                                | George Fenton  | 2:09 |
| 18.     | Finn to the Rescue                         | George Fenton  | 2:08 |
| 19.     | The Treasure, the Kidnap and the Sea plane | George Fenton  | 5:42 |
| 20.     | “A nice… soft… landing” (Tess’s Theme)     | George Fenton  | 1:51 |
| 21.     | Sharing the Spoils                         | George Fenton  | 1:50 |
| 22.     | Love and Affection                         | Majek Fashek   | 3:26 |
| 23.     | You Can Get It If You Really Want          | Desmond Dekker | 2:39 |
| 24.     | Call Me Thumper                            | Classic        | 2:34 |
| 25.     | Truly Madly Deeply                         | The Dualers    | 2:50 |
| 1:08:31 |                                            |                |      |

## Musiques additionnelles
- Outre les titres présents, sur l'album, on entend aussi durant le film les morceaux suivants [1] :
  - Let's Get It Crackin
    - Écrit par Ali Dee[2], Vincent Alfieri et Alana Da Fonseca
    - Interprété par DeeTown All Stars
    - Avec l'aimable autorisation de DeeTown Entertainment

  - Could You Be Loved
    - Écrit par Bob Marley
    - Interprété par Bob Marley & The Wailers
    - Avec l'aimable autorisation de The Island Def Jam Music Group
    - Sous licence d'Universal Music Enterprises

  - Tighten Up
    - Écrit par Lee Scratch Perry et Derrick Harriott
    - Interprété par The Inspirations
    - Avec l'aimable autorisation de Sanctuary Records Group
    - Sous licence d'Universal Music Enterprises